# El Corte Inglés

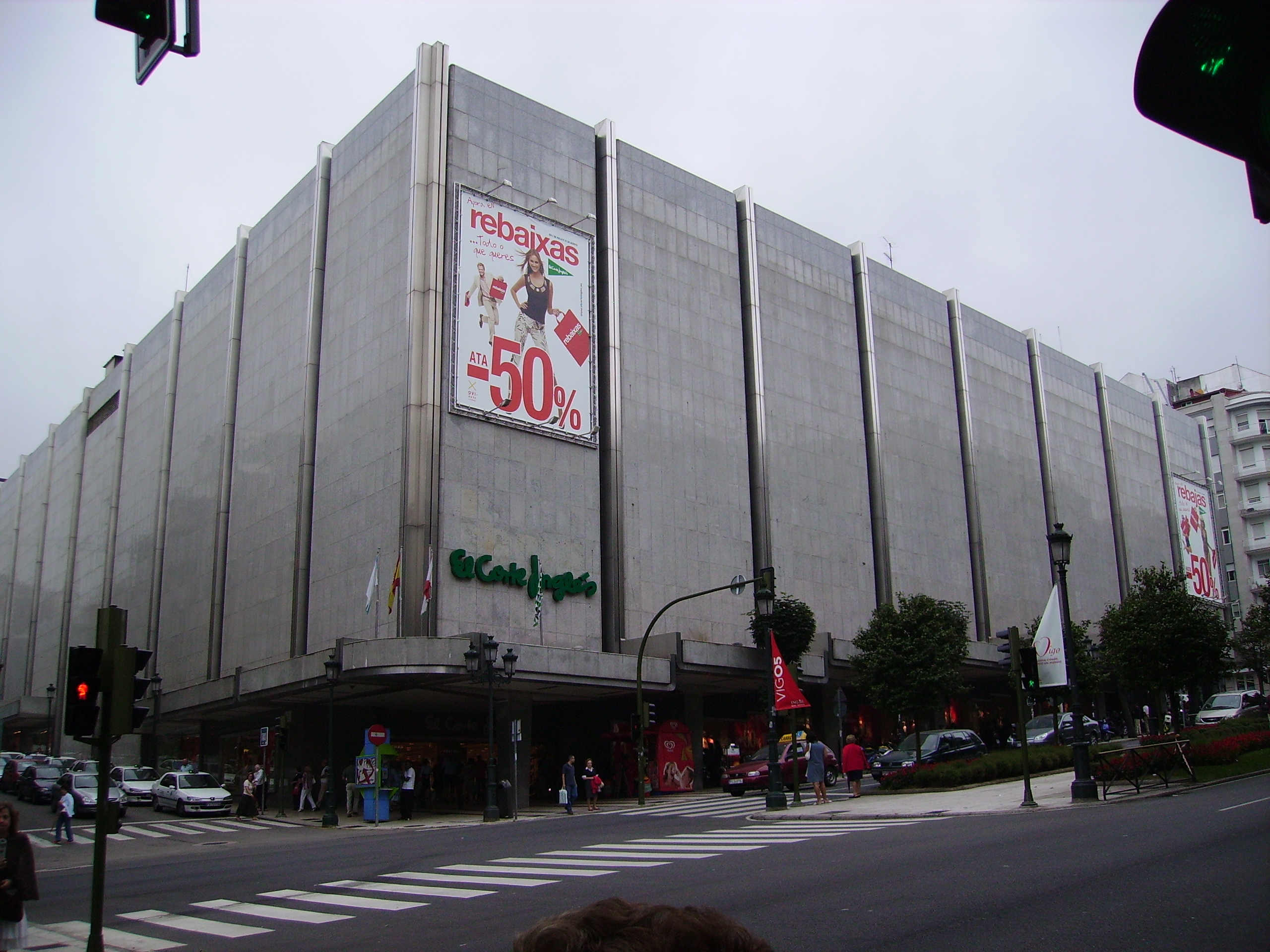
El Corte Inglés in Vigo

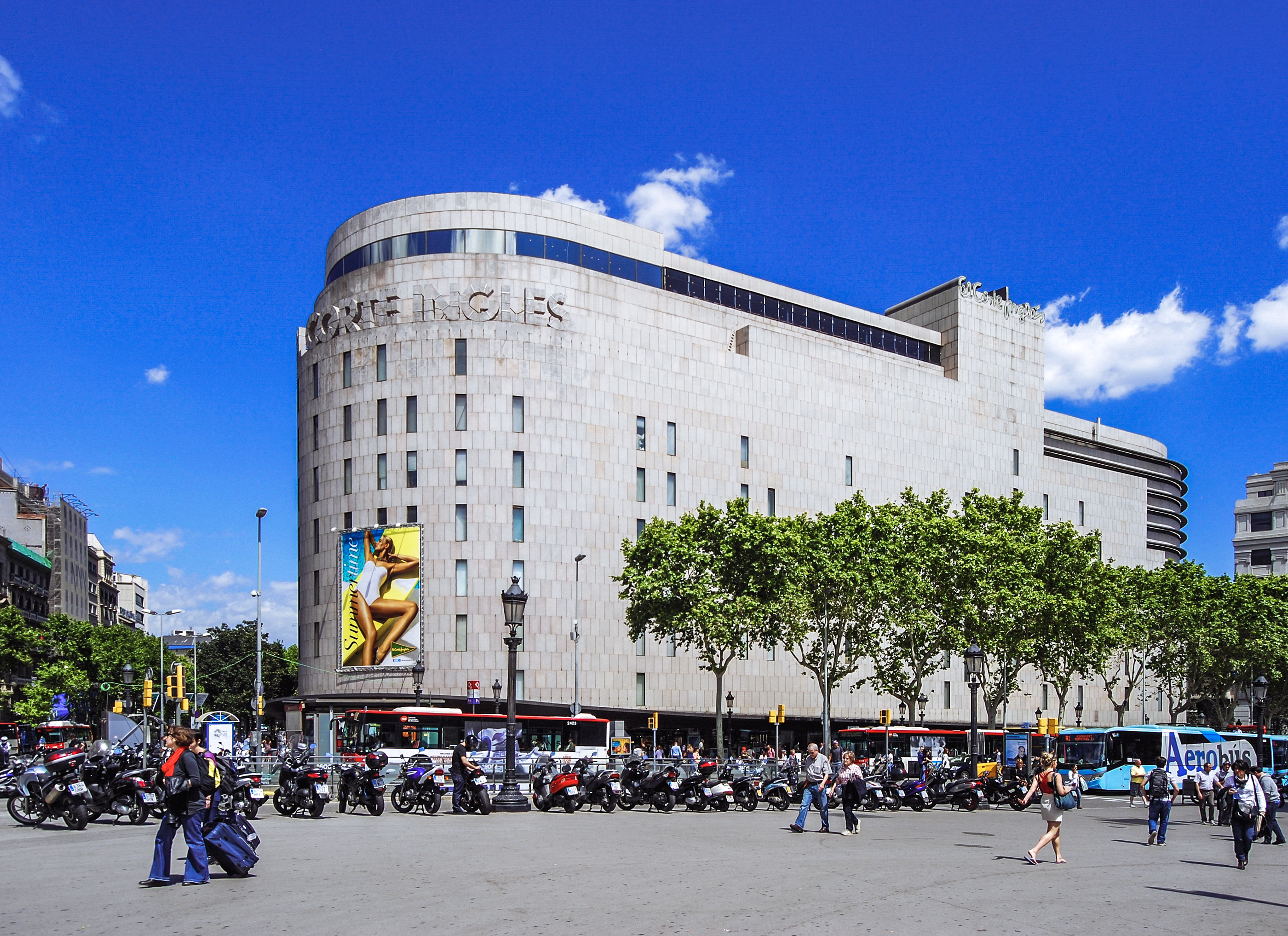
El Corte Inglés an der Plaça de Catalunya, Barcelona

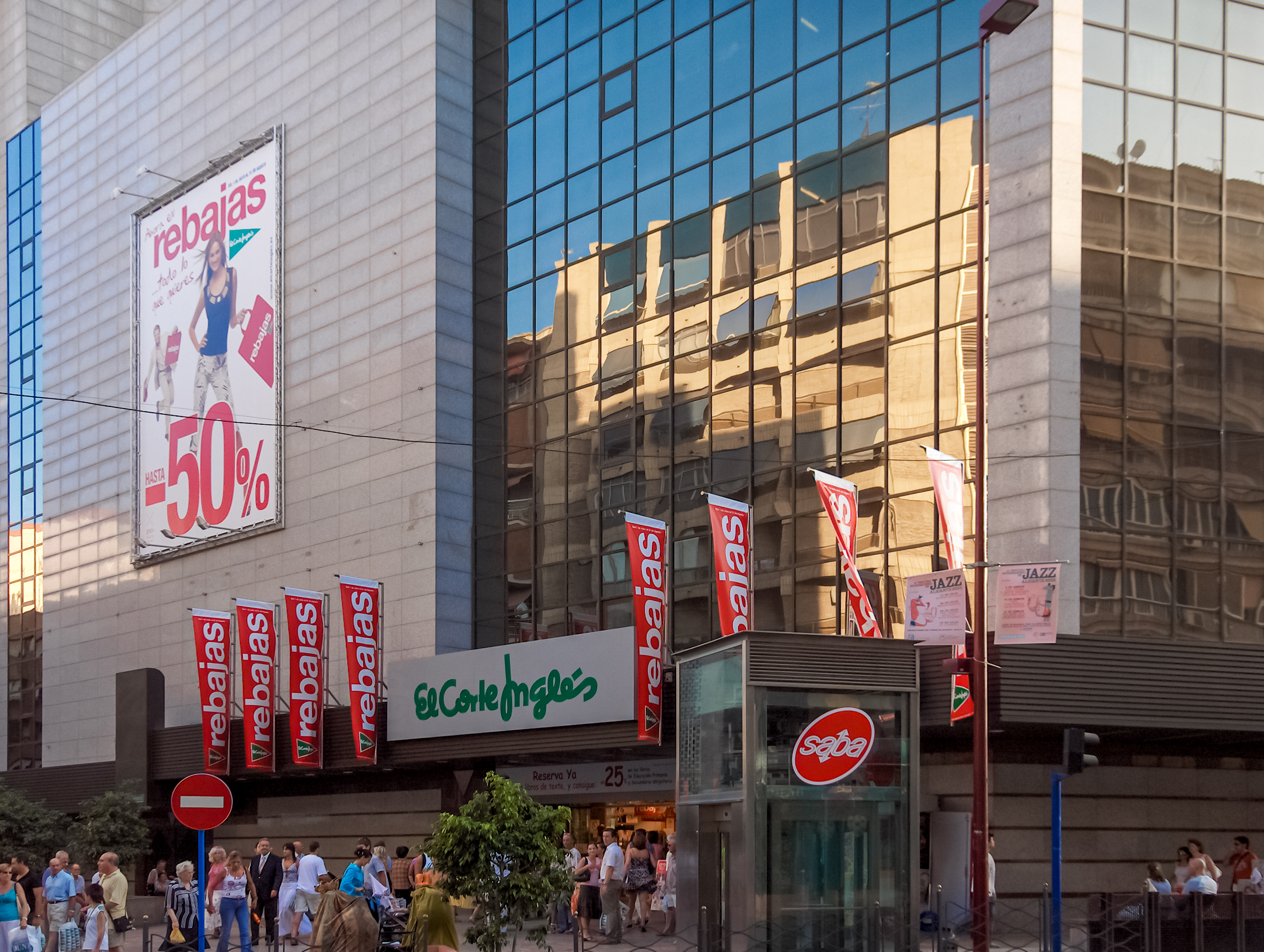
El Corte Inglés in Alicante

El Corte Inglés ist, gemessen am Umsatz, die größte Warenhauskette Europas und belegt Platz vier weltweit. Mit Niederlassungen über die gesamte iberische Halbinsel (Spanien und Portugal) sowie auf den Balearen und Kanaren, erzielte das Unternehmen 2005 einen Umsatz von 18,44 Mrd. € (2004: 16,91 Mrd. €).

## Geschichte
Der Name El Corte Inglés („Der englische Schnitt“) stammt von einer Schneiderei für Kinderbekleidung, die 1890 in Madrid gegründet wurde. 1939 erwarb Ramón Areces Rodríguez die Schneiderei und wandelte sie 1940 in eine Aktiengesellschaft um. Seitdem werden, dem klassischen Warenhaus-Konzept folgend, Waren aller Art vertrieben.
Nach dem Tod seines Großonkels übernahm 1989 Isidoro Álvarez die Präsidentschaft über den Konzern. Seit 2001 wird die erste Filiale außerhalb Spaniens in Portugal (Lissabon) betrieben. 2006 wurde das zweite Warenhaus in Portugal in einem Vorort der Stadt Porto eröffnet.
Nach dem Tod von Isidoro Álvarez im September 2014 wurde sein Neffe Dimas Gimeno Álvarez, bis dahin CEO der Gruppe, zum neuen Präsidenten, eine Position, die er bis zum 14. Juni 2018 hielt. Ihm folgte Jesús Nuño de la Rosa (* 1963) als Präsident und Víctor del Pozo  als CEO.

## Struktur
Zur Gruppe El Corte Inglés gehören außerdem:
- Hipercor (Hypermarkt-Kette)
- Telecor (Telekommunikation)
- Investrónica (Logistik, EDV-Hardware)
- Editorial Centro de Estudios Ramón Areces (Wissenschaftsverlag)
- Opencor (Convenience Store, 24/7 durchgehend geöffnet)
- Supercor (Supermarkt)
- Supercor-exprés (Supermarkt) und
- Sfera (Bekleidung)

Teilorganisationen des Kernunternehmens El Corte Inglés sind:
- Viajes (Reisen)
- Informática (IT-Lösungen)
- Cess (Sachversicherungen)
- Seguros (Personenversicherungen)
- Financiera (Finanzierungen)